# Davor Rostuhar
Davor Rostuhar (Zagreb, 1982), hrvatski istraživač, putopisac i avanturist. Osnivač je Kluba za ekspedicionizam i kulturu. Uglavnom putuje po dalekim ruralnim krajevima zajedno sa par prijatelja i(li) devojkom i sa nešto lokalaca. Počeo je da putuje kad je imao 16 godina, a studij sociologije i istorije napustio je da bi mogao sasvim da se posveti putovanjima. 28. juna 2013. gostovao je u emisiji Nedjeljom u dva Aleksandra Stankovića. Godine 2008. Republika Hrvatska dodelila mu je status slobodnog umetnika književnika. Objavio je četiri knjige i više od hiljadu reportaža i pet hiljada fotografija u raznim štampanim medijima (National Geographic Hrvatska, Meridijani, Geo, Playboy, Večernji list, Vjesnik, Globus...).
Na svojim je putovanjima od 2002. posetio sledeće države: Tursku, Siriju, Jordan, Liban, Izrael, Egipat, Rusiju, Španiju, Avganistan, Pakistan, Indiju, Gvatemalu, Belize, Boliviju, Brazil, Argentinu, Čile, Papuu Novu Gvineju, Francusku Polineziju, Vijetnam, Laos, Kambodžu, Tajland, Filipine, SAD, Italiju, Indoneziju, Kosovo, Ujedinjene Arapske Emirate, Libiju, Japan, Južnu Koreju, Uzbekistan, Turkmenistan, Maroko, Mauretaniju, Senegal, Gambiju, Kapverdska Ostrva, Mali, Peru, Sudan, Etiopiju, Keniju, Ugandu, Ruandu, Tanzaniju, Malavi, Mozambik i JAR. Jedan je od par Hrvata koji se bave ovim poslom. Uglavnom traga za potpunom divljinom i nekontaktiranim domorodačkim narodima. U emisiji Nedjeljom u dva 2013. kazao je da još postoji par desetaka nekontaktiranih plemena, ali da će ona sigurno u narednoj deceniji biti upoznata sa civilizacijom ili nestati. Najbliže iskonskoj divljini smatra Papuu Novu Gvineju gde ljudi još uvek veruju u šumske duhove i oblače se u travnate suknje ili nose tikvicu oko penisa. U Amazoni je tražio potpunu divljinu bez čoveka, džunglu u kojoj životinje nikada nisu videle čoveka. Stigao je nadomak nje. Tapiri, majmuni, jaguari, ptice i druge životinje bile su silno prestrašene i začuđene prvi put ugledavši ljude. Glasno su urlikale, stale začuđene, bežale ili terale ljude grančicama, kamenjem i sličnim sitnicama. Njegova putovanja u najruralnije krajeve dokumentovana su u knjizi Džungla, najvećoj Rostuharovoj uspešnici, a odrađena su u periodu od 2005. do 2008. godine. U Zapadnoj Papui na kraju je pronašao nepoznato kanibalsko pleme.

## Važniji projekti
- osmomesečno putovanje motociklom od Zagreba do Kejptauna po istoku afričkog kontinenta, ekspedicija do poslednjih “prvih” Afrikanaca, lovačko-sakupljačkog plemena Hadzabe u Tanzaniji
- uspon na najviši vulkan u tropima, 6425 metara visok vrh Koropuna u Peruu
- petomesečno putovanje od Zagreba do Toga (Zapadna Afrika) na motociklu, prelazak Sahare motociklom i hodanje 130 km kroz zemlju naroda Dogon
- tri mjeseca provedena u najzabačenijim područjima Zapadne Papue u Indoneziji
- 23 dana u Bolivijskoj Amazoni, ekspedicija u deo džungle u kojem čovek nikada nije bio, potraga za jaguarom
- 820 kilometara uzvodno uz reku Sepik i 270 km hodanja kroz džunglu u najdaljem kraju Papue Nove Gvineje, 52 dana izbivanja iz civilizacije
- prolazak kroz netaknutu džunglu parka Madidi u Boliviji peške i na indijanskoj splavi; 34 dana, 450 km
- otkriće drevne pećine sa arheološkim artefaktima u Gvatemali koju su koristile Maje pre više od 2 000 godina
- veslanje niz reku San Pedro u Gvatemali; dve sedmice, 150 km
- uspon na Mt.Blank (4807m) i na nepoznati vrh u zapadnom Tibetu (6012m)
- hodanje po Himalaji do skrivenog kraljevstva Mustang; mesec dana, 250 km
- put biciklom od Zagreba do Egipta; 10 meseci, 8000 km

## Bibliografija
- Degustacija slobode(2012)
- Džungla (2009)
- Na putu u skrivenu dolinu (2006)
- Samo nek’ se kreće (2003)

## Spoljašnje veze
- Zvanični vebsajt
- Zvanični vebsajt Kluba za ekspedicionizam i kulturu
- Gostovanje u emisiji Nedjeljom u dva